# 黄会林
黄会林（1934年—），原名黄慧麟，女，江西吉安人，中国戏剧、电影艺术教育家，北京师范大学艺术与传媒学院院长、教授，中国电影家协会理事，中国电视艺术家协会理事，中国文艺评论家协会顾问。